# Jack Barlett
Pour les articles homonymes, voir Barlett.
 (janvier 2013).
Jack Barlett prestidigitateur, illusionniste et techno-magicien français est né le 28 décembre 1957 à Saint-Étienne. Il s'est produit sur de nombreuses scènes en France et à l'étranger, telles que des plateaux TV, cabarets, salles de spectacles et plus récemment dans des lieux culturels liés aux nouvelles technologies ( Cité des Sciences & de l'Industrie ). Médaillé à plusieurs reprises pour la qualité et l'innovation de ses œuvres, il inventa notamment le « World Magic Park », premier jeu de société alliant nouvelles technologies et art magique et remporta ainsi le Concours Lépine.[réf. nécessaire]

## Biographie
Dès 16 ans Jack Barlett, du lycée technique, traverse la rue pour aller aux Beaux-Arts de Saint-Étienne, puis fait le choix de « l’école de la rue » et s’exerce face aux spectateurs avec des tours de fakir et cracheur de feu. À 18 ans, dans une troupe de rue, il remplace au pied levé le magicien de son équipe, c’est à ce moment qu’il commence la pratique de l’art magique.
De rencontres en rencontres Jack Barlett croise les chemins d’autres  magiciens, Fernand Odin, André Mai, Hardy l'enchanteur, Henri Kassagi, et surtout Jackie, sa future assistante qui ne le quittera plus par la suite.
Il décrocha un contrat de 2 ans dans les îles du Pacifique, au cœur des tribus de Mélanésie. Puis Singapour, et 2 ans et demi de spectacle à l’affiche dans toute l’Asie.
En 1981, à 24 ans, le couple Jackie et Jack est de retour à Paris. Le look hippie laisse sa place au style rock 'n' roll.  Ils inventent et déposent la marque Magic Street qui sera mainte foi spoliée[réf. nécessaire].
En Harley et blouson Perfecto, une illusion célèbre : le tour de la femme coupée en deux revisité sous la forme d’un flipper, leur vaudra le succès. 
Les artistes travaillent en sachant s’adapter à leur époque.
En 1983, des agents rencontrent Jack Barlett : Carmen Bajot, Pierre Faix… c'est ensuite le départ pour une  tournée européenne : l’Islande, l’Angleterre, l’Allemagne, la Belgique, la Suisse et le Portugal. À chaque retour en France Jackie et Jack reviennent aux cabarets parisiens : le Baron, le Milliardaire, Le Martial|…
Leur style jeune et décalé les propulse des nuits parisiennes branchées au circuit national et international des plus grandes discothèques. Durant 10 ans, ce spectacle tiendra une place majeure sur le réseau de diffusion du Music-Hall international et recevra deux années consécutives, le trophée SIEL du meilleur spectacle de la nuit. En conséquence de ce trophée, de 1985 à 1989, Christophe Dechavanne, Patrick Poivre d’Arvor, Caroline Tresca, Marc Bessou, Paul Wermus, Jean-Pierre Foucault, Gérard Louvin, et bien d'autres, leur ouvrent le petit fenestron de la TV.
De 1990 à 1993, il devient l’attraction vedette du Alcazar (cabaret) de Paris. Les années qui suivent seront au service du secteur de la communication événementielle. Il crée des grandes scénographies pour et entre autres ; CG77 - CG92 - Mbk - Gaz de France - Otis - Kodak - Electrolux - Celio - Edf - Peugeot - Renault Turquie - France Télécom - Toyota - Siemens - LG Afrique - Sncf Transilien…
En 1997, confronté à la défense de ses droits sur ses spectacles, Jack Barlett défraye la chronique en s’opposant à la justice de manière spectaculaire.
Le 15 avril 1997, il s’enchaîne aux grilles du palais de justice de Paris de manière que l’on ne puisse pas l’en détacher. Et il prévient l’ensemble de la presse et ses connaissances des médias. En temps réel, il fait la une d’ouverture de tous les journaux d’infos radio et TV.

### Jack Barlett, représentant du syndicat des artistes-interprètes[2]
En septembre 1998, France 3 et la Fox diffusent au niveau mondial une série d’émissions intitulée « Breaking the Magicians' Code: Magic's Biggest Secrets Finally Revealed » (ce qui pourrait se traduire par « Cassons le code des magiciens : les plus grands secrets de la magie enfin révélés »). Jack Barlett, alors représentant de la branche « visuels » du syndicat des artistes-interprètes SFA-CGT, est désigné par la communauté magique française pour s’opposer à cette diffusion.  Jack Barlett rejoint également la World Alliance of Magician  pour agir de manière internationale afin de contrer ce qui fait l’essence de l’art de la magie : le secret, arguant non pas du simple raisonnement de la défense des secrets, mais n’hésite pas à parler de philosophie et du rôle du magicien dans la société  et ce, depuis le début de l’humanité.
Et c'est la même année, en 1998, avec l'arrivée des nouvelles technologies, que Jack Barlett met en scène avec un nouveau regard l'œuvre de Georges Méliès.
En septembre 2000, il intègre durant un an l’École supérieure de réalisation audiovisuelle (ESRA). Il en sort un concept « arts mêlés », un mélange de spectacle vivant, de jeu, d'art urbain, de magie mixant le virtuel interactif avec le réel.
En 2002, il produit le World Magic ParK, le premier théâtre de magie virtuel sur Internet, univers virtuel 3D temps réel multi-utilisateurs sur Internet. En 2003, cette création et sa richesse de contenu, est honorée du GRAND PRIX des Concours Lépine. Cette création est une innovation-révolution en interactivité multi-canal, puisqu’elle interagit entre un spectacle vivant, un univers virtuel 3D partagé, la  télévision, la téléphonie mobile et des installations cinétiques dans la rue. En 2004, il reçoit la médaille de la Préfecture d'Ile de France. 
Un OVNI sidérant, tel que décrit par les professionnels du  monde du jeu en réalité alternée.[réf. nécessaire]
La Revue de la Prestidigitation, le magazine officiel de la confrérie magique française, lui consacre sa couverture avec un dossier complet et n'hésite pas comparer sa démarche aux célèbres magiciens du XIXe siècle, Robert-Houdin et Méliès.
Depuis juillet 2006, sa route passe par la Cité des Sciences de Paris où il donne des conférences et teste grandeur nature ses idées et dispositifs. Parmi ses tours hi-tech : l'imprimante à pizza, la souris de PC transformée en « vraie » souris vivante, murs interactifs « la carte au travers des mondes », réalité augmentée, images dédoublées tactiles, flux 3D, nanotech, et neural, avec son dernier programme « Brain TEST » capable de lire dans votre cerveau, etc. En janvier 2007, avec la Cité des Sciences et le Ministère de la Culture, il y crée et présente le spectacle IMAGE, un spectacle mêlant réel et virtuel. Une présentation reconduite en 2008, 2009 et 2010.

### Aujourd'hui
Entre interventions-spectacles et conférences autour du monde et durant toutes ses dernières années à la Cité des Sciences, Jack Barlett se plonge dans les ressources de la bibliothèque de cet établissement spécialisé dans la diffusion de la culture scientifique et technique. Entre prospectives et futurologie il ramifie les origines de la magie en confrontant des théories sociétales, réfléchis sur le Cybionte de Joël de Rosnay,  étudie mille propos de Michel Serres, explore la théorie la dromologie de Paul Virilio et… tellement, tellement d’autres choses encore. Il fait un travail personnel sur les perceptions et les convergences réelles et virtuelles.
En 2012, avec un livre - Délit de Magie -, Jack porte un témoignage étonnant sur tout son parcours et ses aventures. Ne dérogeant pas à ses recherches sur les réalités alternées (ARG) qui lui ont déjà valu l’honneur de la reconnaissance du monde du Jeu, il n’a pu s’empêcher, en deuxième, voire troisième niveau de lecture de cet ouvrage d’y faire transparaître le puzzle d’un nouveau paradigme qu’il annonce avoir découvert.

### Distinctions
- Trophée SIEL du meilleur spectacle de la nuit 1988 et 1989
- Gagnant du concours Lépine pour la création d'un jeu de société mélangeant magie et jeu de plateau / cartes et interactivité web.
- Medaille d'Or de la Préfecture d'Ile de France